# State of Mind
State of Mind — компьютерная игра в жанре квест, разработанная и выпущенная немецкой компанией Daedalic Entertainment для Microsoft Windows, macOS, Switch, PlayStation 4 и Xbox One в 2018 году. Действие игры, исследующей темы роли технологий в обществе и трансгуманизма, происходит в Берлине и виртуальном «Городе-5» в 2048 году.

## Сюжет
Один из главных героев Ричард Нолан просыпается в больнице из-за голоса доктора который его будит. Ричард не может вспомнить (амнезия) событий какие были до того как он попал в больницу. Свою жизнь он тоже целиком не может вспомнить, только какие то фрагменты. Ричард проходит немного тестов у доктора во время которых раскрываются детали его жизни , сейчас он находится в Берлине, живет он в 2048 году, у него есть жена Трейси, сын Джеймс. И он работает в СМИ компании ‘’Голос Берлина’’ его должность там редактор. Приехав к себе домой, персонаж сразу засыпает, а просыпается от голоса робота, который представился как Саймон, робот говорит что был уже вчера в квартире, но не смог поговорить с новым хозяином из того что заряжался электроэнергией. Персонаж заглянув в свой карманный электронный телефон видит, что Лидия Крейг оставила пару сообщений, в которых она настойчиво просит перезвонить ей. Ричард  начинает искать свою жену и сына в квартире а Саймон просит дать возможность поговорить с ним. Обыскав всю квартиру и не найдя никого из своих близких в квартире, персонаж  обращает свое внимание на Саймона который уже открыто говорит что знает где его жена и сын. Саймон говорит что Трейси вместе с сыном Джеймсом уехал к родителем и вернется завтра. После этого
Ричард звонит Лидии и рассказывает ей события которые произошли с ним последние
два дня, она в разговоре с ним советует ему поговорить со своей женой (о чем конкретно не известно).
Персонаж засыпает и ему снится кошмар. Дальше сюжет игры уже ведется от персонажа Нюмана Адама который просыпается в кровати от голоса доктора Сайкса, голограммы которая находится рядом с ним. От доктора мы узнаем что Адам попал в аварию и у него (амнезия), так же доктор говорит из аварии сын Адама Джон должен посещать больницу, сама же квартира где Адам живет вместе с своей семьей находится в Центре Города-5. Адам и Джон вышли из своей квартиры отправляются в больницу, но по дороге к трамваю они встречают человека который кладет какое то устройство на пол и убегает, устройство вызывает маленькое землетрясение, после которого дорога из стекла, на которой находятся Адам и Джон, а также другие люди, начинает трескаться, но потом прекращает это делать, а после этого полностью восстанавливается, таким как было. Джон говорит Адаму, что это были гео угрозы, Адам забирает себе устройство.
Когда Адам пришел в больницу он отводит в кабинет доктора Сайкса своего сына и ждет когда закончатся его процедура с доктором. Дальше сюжет игры уже ведется от персонажа Ричарда Нолана, который проснулся после того как закончился его кошмарный сон, от робота Саймана он узнает что прошло уже 18 часов как он спал. Посмотрел в свой карманный электронный телефон он видит, что ему оставил
голосовое сообщение главный редактор ‘’Голос Берлина’’ Френк, в этом сообщении Френк спрашивает у Ричарда будет ли он печатать статью и говорит что если он не сможет это сделать, то статью напишет кто-то другой, также Френк напоминает что Ричард должен завтра появится на работе, ещё он говорит Ричарду, что все будет хорошо.
Ричард начинает беспокоиться так как ни жена, ни его сын не вернулись домой. Подождав 3 часа он начинает звонить родителям жены трубку берет Герман (отец Трейси), Ричард спрашивает что Трейси до сих пор с ними, на что Герман отвечает что не видел её ни сегодня, ни вчера ни вообще всю неделю. Ричард говорит ему об своем беспокойстве по поводу того что Трейси нету и он не знает где она, на что Герман отвечает что его дочь всегда делала правильные решения и ей ничего не может угрожать и говорит, что скорее всего Трейси бросила Ричарда и по его мнению это сделать надо было уже давно, Ричард после этого говорит ему ещё пару слов (от выбора игрока зависти будет, злость или просто безразличие к его словами). Дальше он звонит Дженнифер Коллинс спрашивает её знает ли она где Трейси, на что Дженнифер говорит что не знает, ещё она говорит, что знает, что в последнее время Ричард и Трейски ругались, она спрашивает Ричарда об подозрении Трейси что у Ричарда есть любовница на что Ричард отвечает, что у него нету любовницы (и вообще не какой девушки у него нету). Ричард звонит в медицентр (справочную города), там он говорит с оператором роботом и спрашивает его, что нет ли в больнице его жены или сына, на что оператор отвечает что их там нет, но что бы сделать углубленный поиск людей у него нет прав так необходим уровень 2.
После этого персонаж идет к своему компьютеру и пишет статью для Френка, Ричард спрашивает Саймона где его близкие но
Саймон говорит что не знает этого, тогда персонаж спрашивает кто был в его квартире вовремя того как они уезжали, Самйон говорит что с ними был один человек, но на вопрос кто это был и как его звать Самйон отказывается давать ответ. Тогда Ричард говорит чтобы Саймон отдал свой блок памяти (на котором хранятся все что видел робот вовремя своего включения), Саймон говорит, что только сотрудники Курц (полиция) имеют право забирать у роботов блок памяти. Ричард взяв настроечный ключ
возвращается к роботу вскрывает его и забирает блок памяти. Дальше сюжет игры уже ведется от персонажа Нюмана Адама, Адам забирает своего сына из больницы, а пред этим говорит с доктором Сайксом который говорит что еще две недели, а может несколько дней Джон должен лечиться и что в следующий раз сотрудники больницы приедут домой к Адаму и заберут Джона на обследование, а потом привезут обратно. Адам спрашивает своего сына как именно его лечили, на что сын отвечает что ему задавали только вопросы, Адам спрашивает какие вопросы, на что он говорит это конфиденциально.
На улице возле больницы Адаму звонит Сюарт, который напоминает что Адаму нужно
прийти на работу и без его помощи Сютарту сложно работать.
Когда Адам оказался снова дома, он видит там свою жену Эми. Жена не хочет много говорить с мужем поэтому
разговор с ней был короткий, но в разговоре жена сказала что работает над важным
проектом который нужен губернатору. После этого Адам ложится спать. Дальше сюжет игры уже ведётся от персонажа Ричарда Нолана по телефону звонил Стив Коллинс
(муж Дженнифер Коллинс) и интересуется когда он вернется на работу и как его самочувствие, Ричард говорит что все нормально и что скоро встретится со Стивом для обсуждения какое каких вопросов. По дороге на работу персонаж встречает нелегальных продавцов хакерских программ, какие предлагают ему программы для незаконного и скрытного путешествием по виртуальной системе города, но персонаж говорит что ему не нужны такие вещи.
На работе Ричард сперва говорит со Стивом и рассказывает ему что его жена и сын пропали, и просит помощи чтобы изучить блок памяти робота Саймона (выяснить что робот видел когда был в квартире), персонаж идёт говорить со своим боссом Френком, Френк говорит что владельцы компании ‘’Голос Берлина’’ не довольны статьями, которые Ричард публикует и поэтому его увольняют, не полностью а переводят его на фриланс теперь
он будет писать статьи дома и количество статьей будет меньше чем раньше.
Персонаж опять говорит со Стивом и рассказывает ему о своем увольнении и спрашивает как идет
расшифровка блока памяти, Стив говорит что все готово, персонаж включает виртуальную реальность блока памяти и видит то, что видел робот, а именно что его жена и ребенок уходят с квартиры вместе с каким-то мужчиной, персонаж просит Стива опознать программой этого человека, чтобы найти его. Но программа не может найти
его в системе, персонажу говорят что надо использовать программу движение сканирование (которую используют полицейский). Ричард вспоминает нелегальных продавцов хакерских программ и идет к ним на улицу в переулок, встретившись с ними он покупает у одного члена банды эти программы, Джейс лидер банды который
стоял не много дальше своей банды, заканчивает телефонный разговор он говорил с кем то. И спрашивает у Ричарда его имя, Ричард называет свою имя и фамилию, на что Джейс отвечает что он коп (полицейский) и приказывает напасть своей банде на Ричарда, и называет причину нападения что Ричард Нолан указан в компьютерной системе как мертвый, это ему сообщил хакер Джей.
Дальше сюжет игры уже ведется от персонажа Нюмана Адама который видит
странный сон что он падает а вокруг него много деталей от автомобиля и шкатулка
которую можно схватить, Адам хватает её там написано найти Чарли. Проснувшись в свой квартире персонаж понимает что это был всего лишь сон, походив по квартире он видит как его сын Джон спит, но заходя в другую комнату он видит какой-то не понятный объект, который похож на зеркало но в нем отражаются какие то люди и какие-то события, персонаж говорит себе я наверно сошел сума. Дальше сюжет игры уже ведётся от персонажа Ричарда Ноланда, Ричард просыпается избитым и ему звонит
Стив и говорит что им надо встретится. Персонаж встречает Стива, отдает ему хакерские программы, Стив говорит что теперь может опознать мужчину, который уходил с женой и сыном Ричарда но на это
нужно время, приблизительно один день. Персонаж говорит что перед нападением
лидер банды сказал, что Джей сказал ему что Ричард Нолан мертвый.
Стив говорит что слышал это имя и советует Ричарду включить компьютер и поискать это имя в архивах новостных сайтов и Ричард находит это имя оказывается Джей это Джефф Косовски бывший программист лаборатории Курц (которая находится в Берлине) который подозревается в связях с террористической организацией названия которой Переломный момент так же его обвиняют в промышленном шпионаже в сфере исследовательских отчетов и чертежей. В новостях сказано что Косовский не пришел на допрос в полицию а после этого скрылся, найден так и не был. Ещё есть информация что он ампутировали себе руку, чтобы установить на её место кибернетическую руку и что было несколько аварий такси, компания владелец этих такси отказался нести ответственность за эту трагедию по причине того что водители выбрали ручное управление автомобилем (а не компьютерный автопилот ), некоторые журналисты утверждают, что аварии были не случайными, а подстроенные хакерами, которые работали на террористическую организацию Судный день они взламывали компьютеры такси и потому происходили аварии.
Делали они это для того, чтоюы люди перестали пользоваться такси с компьютерным автопилотом. Ричард вспоминает что есть ночной клуб Судный день, который по слухам и принадлежит этой организации, Ричард говорит Стиву что отправляется туда. С трудом Ричард смог попасть в клуб с помощью Мины Расмуссен (его знакомая), которая ждет Ричарда для простого разговора и просит дать денег на наркотики и выпивку (выбор за игроком что сделать). Не много поболтав с барменшей и опять с помощью Мины игрок все же привлекает внимание Косовского, который звонит персонажу и приглашает в офис клуба, Ричард пришел туда и встречается с ним, Косовский  выглядит шокированным когда увидел Ричарда и говорит
как Ричард был в Лаборатории Курц (пару дней назад) она взорвалась от взрыва бомбы, дальше он говорит, что в этой Лаборатории происходили эксперименты по копированию сознания людей и перемещения его в виртуальную реальность, делают они это без согласия подопытных людей (нарушая права человека), сознание Ричарда было частично загружено в эту виртуальную реальность а какая-то часть хранится ещё где-то, а Нюман Адам является виртуальной измененной версией самого Ричарда, на вопрос Косовского согласился ли Ричрад добровольно на копирование, Ричард отвечает что не знает, тогда у Косовского возникает идея, чтобы Ричард связался с Адамом и что он может помочь (так как находится в другой реальности) расшифровать данные которые есть у Косовского.
На вопрос Ричарда есть ли у Адама его память он говорит что нет, Косовский говорит
что нужно сделать так, чтобы у Адама появилась память, та часть что и у Ричарда и тогда он поверит, что живет в виртуальном мире, и поможет найти семью Ричарда, найти хакер Чарли который тоже находится в виртуальном мире и раскрыть коварный замысел Лаборатории Курца. Ричард задает вопрос зачем это Косовскому, что он работает на Переломный Момент на что Косовский не отвечает. Косовский говорит что ему пора уходить и что когда он посчитает нужным
он опять свяжется с Ричардом и перед уходом говорит чтобы Ричард поговорил с хакером Филом, который снабжает Ричарда телефоном с зашифрованной связью и устройством которое помогает взламывать дронов. В этой время в ночном клубе происходит полицейская облава, полицейские роботы которые вооружены лазерными дубинками и автоматами.
Роботы начинают избивать дубинками посетителей клуба, которые попадаются им на пути, посетители которых ещё не избили объединяются, чтобы дать отпор роботам и кидают в них коктейли молотова, а некоторых даже смогли побить не большое количество роботов и забрать их дубинки, чтобы бить ими роботов. Тогда роботы начинают стрелять по людям из автоматов, многих из людей убивают (в том числе Мину и Фила), но Фил перед смертью успевает открыть потайной проход для Ричарда и он убегает из ночного клуба.

## Разработка
15 июня 2016 года компания Daedalic Entertainment сделала объявление что в данный момент ею создается игра State of Mind, сама же компания также будет издателем игры. Еще разработчики рассказали об сюжете и персонажах игры, и что должность главного сценариста занимает Мартин Гантенфёр который участвовал в создании таких игры: Overclocked: A History of Violence, The Moment of Silence, 15 Days, даты выхода игры разработчики не назвали. 22 апреля 2018 года разработчики объявили что игра выйдет 15 августа 2018 года, в эту дату игра вышла.

## Критика и отзывы
| Сводный рейтинг       | Сводный рейтинг              |
| Агрегатор             | Оценка                       |
| --------------------- | ---------------------------- |
| GameRankings          | - PS4: 67,87 % - PC: 63,10 % |
| Metacritic            | 68/100                       |
| Иноязычные издания    |                              |
| Издание               | Оценка                       |
| GameStar              | 69/100                       |
| Русскоязычные издания |                              |
| Издание               | Оценка                       |
| Riot Pixels           | 55 %                         |

Обозреватель сайта riotpixels.com поставил данной игре оценку 55% из 100%. К плюсам игры: сюжет погружающий нас в суровые реалии будущего Берлина 2048 года. Хорошо сделанный сценарий который напоминает такие игры: Dreamfall, Detroit: Become Human, Deus Ex, и фильмы: «Матрицей», «Бегущим по лезвию», «Превосходством» и другие. К минусами игры он отнес геймплей: «Большую часть времени мы возимся с симулятором монотонной беготни от одного собеседника к другому, из А в Б и обратно». Очень простые логические задачи, отсутствие большого количества интерактивных объектов с которыми можно было бы взаимодействовать.